# 炸面包 (美洲)

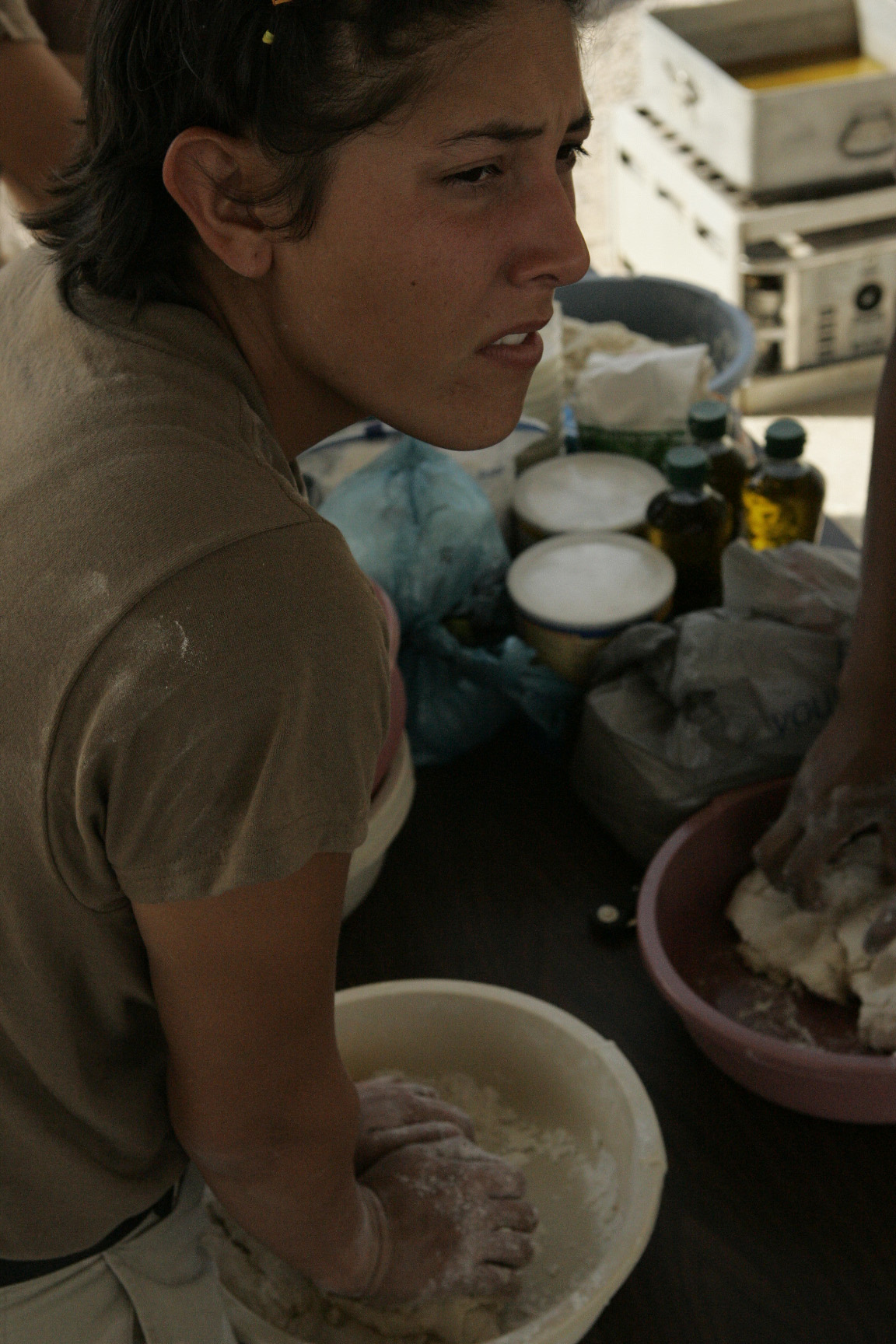
2004年，制作炸面包的克里克人

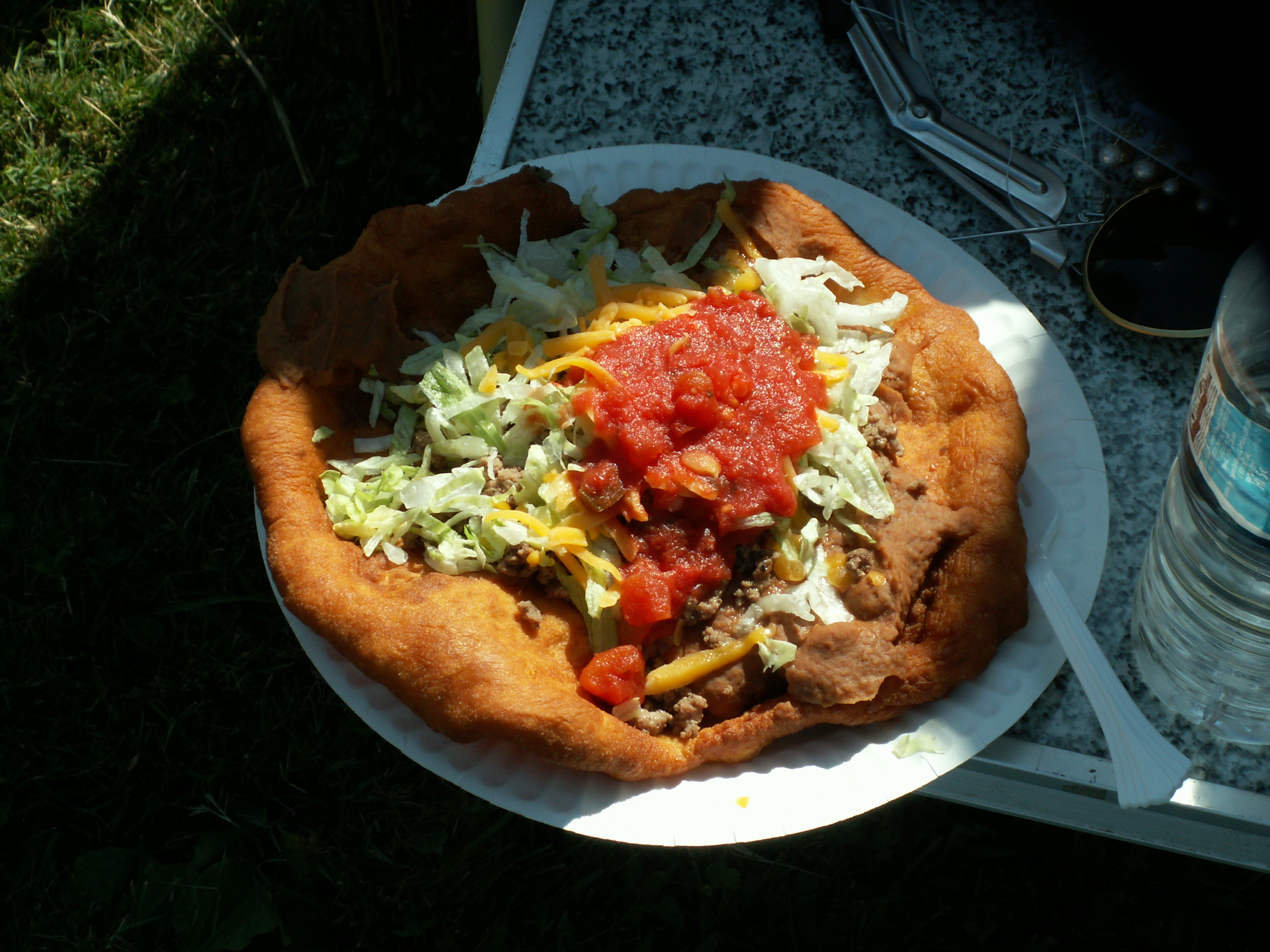
炸玉米饼、印度塔可或纳瓦霍炸玉米饼为炸面包的分支，上铺各种食物（通常是鹿肉或牛肉），以及塔可中常见的其他配料。

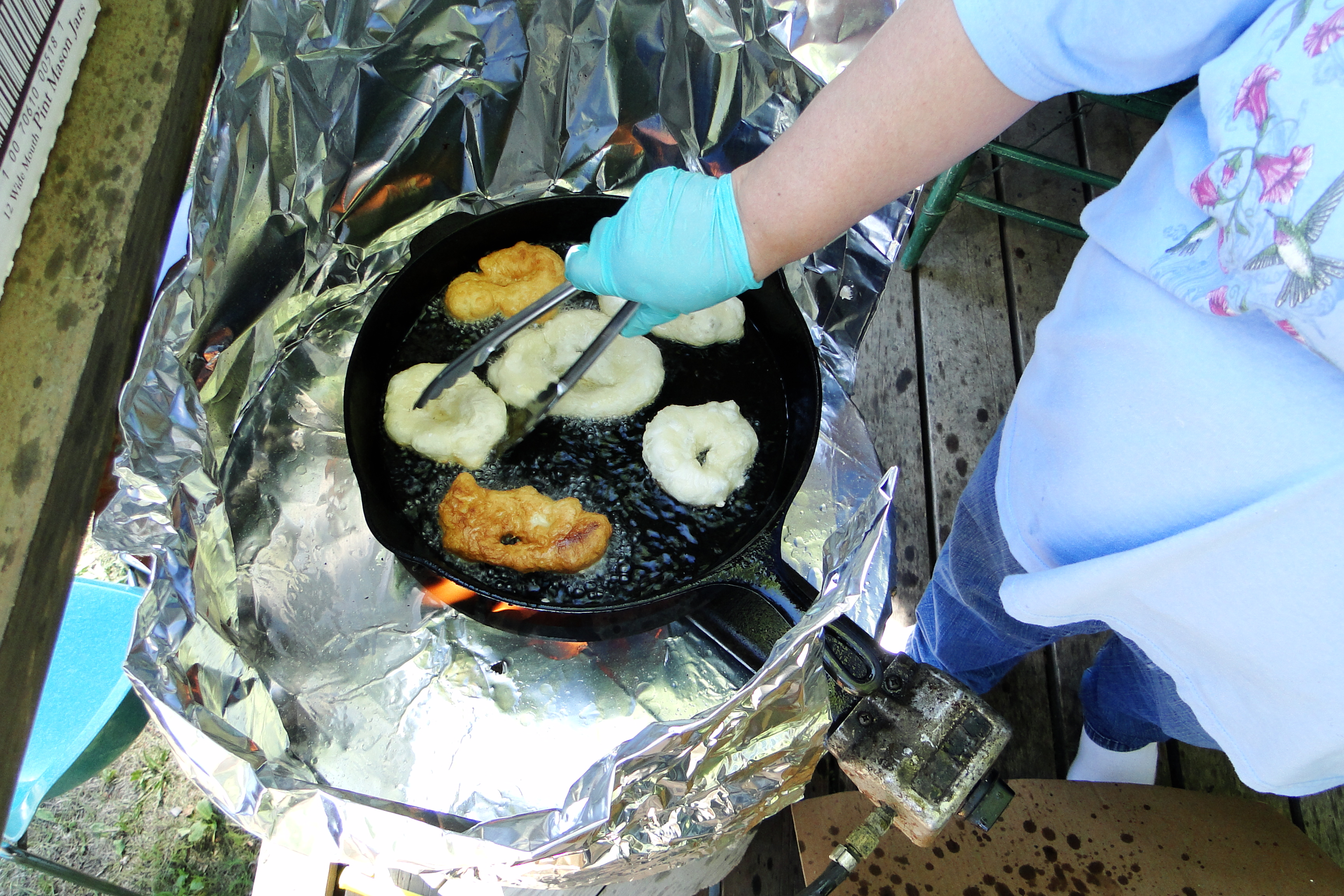
在阿拉斯加州塔纳纳举行的葬礼上在铸铁平底锅中烹制的炸面包。

炸面包（英語：Fry bread）是一种在油、起酥油或猪油中油炸或深炸的面饼。通常以小麦粉、糖、盐和豬油等简单原料制成，炸面包可以单独食用，亦可佐以蜂蜜、果酱、糖粉、鹿肉、牛肉等配料食用，也可以做成类墨西哥夹饼的餐点。炸面包于2005年获南达科他州指定为官方面包。

## 历史
根据納瓦霍人的說法，1864年他们使用美国政府提供的面粉、糖、盐和猪油制成了炸面包，当时居住在亚利桑那州的纳瓦霍人被迫走行三百英里到新墨西哥州的博斯克雷东多，那里的土地无法支持他们的传统主食蔬菜和豆类；由于当时新墨西哥州的普韦布洛人和伊斯帕诺斯人的生活方式与纳瓦霍人类似，因此新墨西哥风格的索帕皮拉与炸面包同源。寄宿学校也推動了炸面包在美洲原住民饮食中的传播。

## 製作
传统炸面包配方包括面粉、水、盐、少量油和发酵粉。将这些成分混合并制成一个简单的面团，然后用布盖住三十分钟至一小时，直到面团发酵完毕。然后将其分为数个小球，然后在热油中煎炸之前将其滚动或拉扁。标准配方可能会变化，包括用蛋黄酱代替面团中的油，蛋黄酱会产生脆脆的质地，不会变湿——非常适合纳瓦霍玉米饼；以及用酸奶发酵面团而非使用发酵粉或酵母，這會产生浓郁酸味，但在面团准备好后需要数小时方可完全发酵。由原住民没有条件使用酵母，遂大多数炸面包食谱不见酵母的使用。在许多美洲原住民家庭中，炸面包的面团在清晨搅拌后，放在一个用布覆盖的大碗中发酵，并在需要时全天使用来为新鲜面包备料。

## 營養
美国农业部报告称一盘炸面包可提供700千卡（2,900千焦耳）的食物热量和27克脂肪。但霍皮族记者兼纪录片制片人帕蒂·塔拉洪瓦称炸面包为“死亡面包”，并将其与诸如胆囊疾病和糖尿病等美洲原住民的常見病联系起来，还描述了朝向土著食物主权的运动——提倡如玉米、豆类和南瓜等健康食物而非炸面包等高脂肪的淀粉食物。

## 争议
炸面包对美洲原住民的意义十分复杂，并且他们与炸面包的关系相互冲突。对于许多美洲原住民来说，“炸面包将一代又一代联系起来，并将现在与美洲原住民历史的痛苦叙述联系起来”。炸面包往往成为原住民坚韧的象征，因为它是使用政府提供的面粉、糖和猪油开发出来的，尽管炸面包通常与“传统”美洲原住民美食联系在一起，但一些美洲原住民厨师将其视为殖民主义象征。土著厨师肖恩·谢尔曼称其为“非美洲原住民食物”，認為它代表了“毅力和痛苦、独创性和坚韧性”，因为它是政府将原住民转移到无法支持种植玉米和豆类等传统主食的土地上而產生的。

## 类似食物
- 加拿大的炸甜麵團。
- 匈牙利的兰戈斯。
- 苏格兰的班诺克。
- 中国的油饼和油条。
- 新西兰毛利人的 parāoa parai[13]。
- 苏里南的瓦達。